# Capella Singapur
El Capella Singapur, también llamado Hotel Capella, es un complejo hotelero ubicado en la isla de Sentosa, Singapur.
Tiene 112 casas solariegas, suites y habitaciones diseñadas por el arquitecto Norman Foster y desarrollado por Pontiac Land. Se inauguró oficialmente en marzo de 2009. Cuenta con 81 apartamentos, penthouses y feudos con servicios.

## Instalaciones

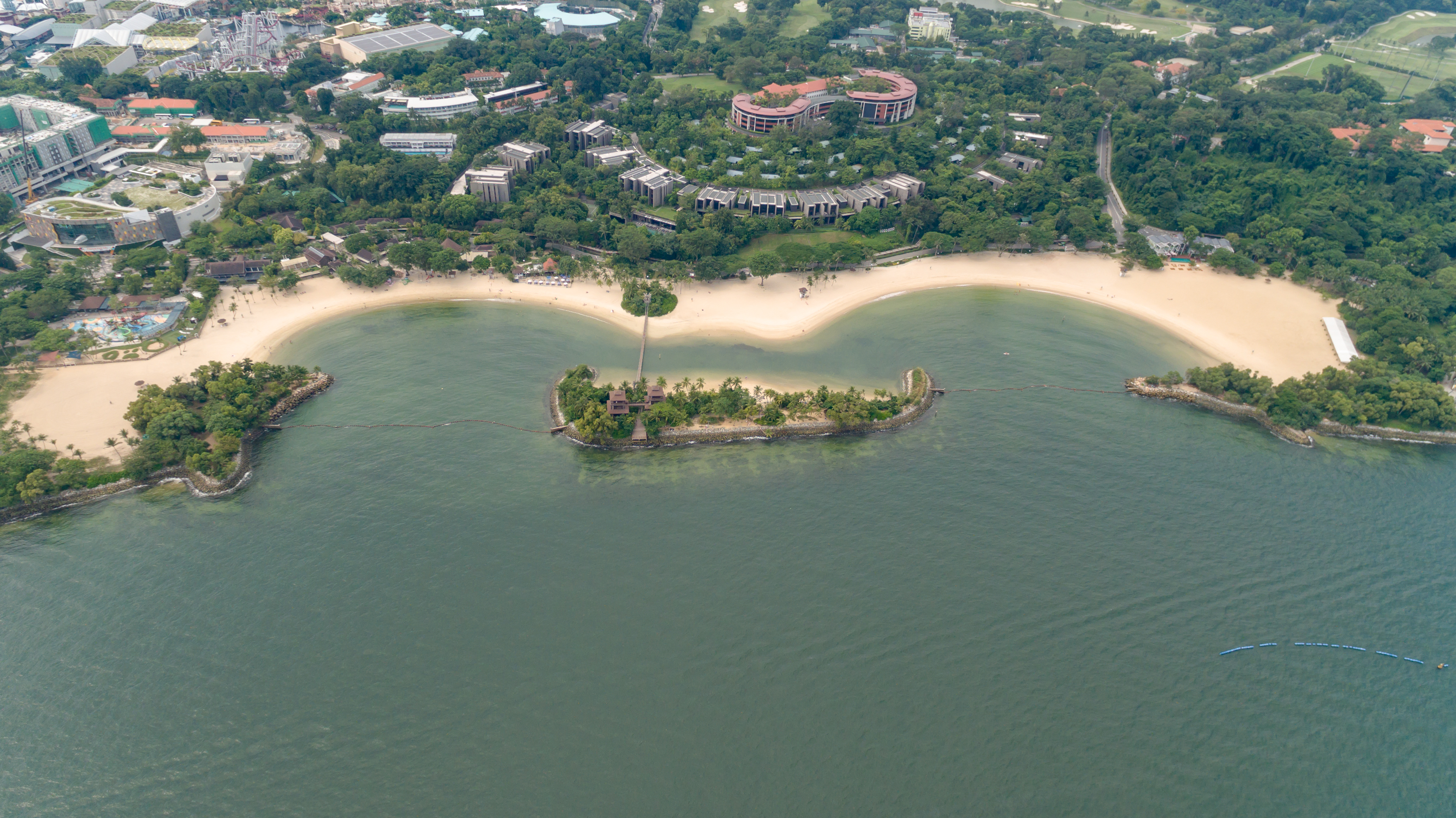
Hotel Capella cerca de las costas de la isla de Sentosa.

El hotel, inaugurado en 2009, fue diseñado por la firma de arquitectos Foster and Partners en colaboración con DP Architects Pte Ltd. El edificio integra dos edificios militares de Tanah Merah, que datan de la década de 1880, con un nuevo hotel, villas, espacios para eventos y un spa.

## Cumbre de Singapur

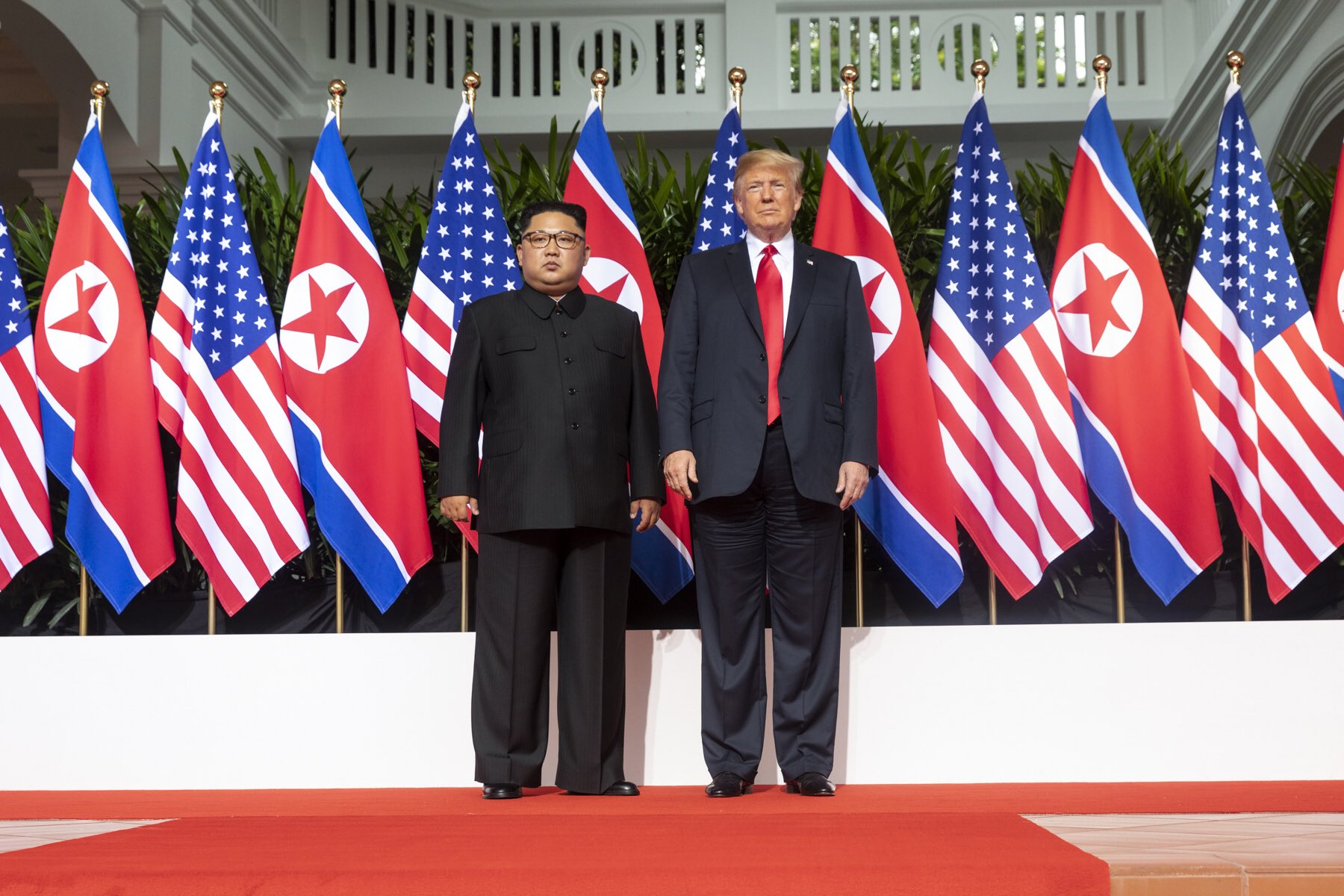
El presidente estadounidense Donald Trump y el gobernante norcoreano Kim Jong-un afuera del complejo.

La cumbre entre Corea del Norte y los Estados Unidos se celebró en el complejo el 12 de junio de 2018 (martes) a las 9:00 a. m., huso horario SST (UTC+8). Singapur anunció que los diversos lugares relacionados con la cumbre Trump-Kim serían "área de eventos especiales" y asegurados por los equipos de seguridad personal de ambos líderes, la élite de la policía y al contingente Gurkha de Singapur.